# 7857 Lagerros
A 7857 Lagerros (ideiglenes jelöléssel 1978 QC3) a Naprendszer kisbolygóövében található aszteroida. Claes-Ingvar Lagerkvist fedezte fel 1978. augusztus 22-én.